# Sophie Wachner
Sophie Wachner est une costumière américaine, née le 5 novembre 1879 à Akron (Ohio), morte le 13 septembre 1960 à Los Angeles (Californie).

## Biographie
Au cinéma, Sophie Wachner travaille dans un premier temps à la Metro-Goldwyn-Mayer, sur des films muets sortis en 1924 et 1925. Citons Son heure de King Vidor (1924, avec Aileen Pringle et John Gilbert) et L'Éventail de Lady Windermere d'Ernst Lubitsch (1925, avec May McAvoy, Irene Rich et Bert Lytell).
Elle intègre ensuite la Fox, collaborant à des films sortis entre 1928 et 1931, puis en 1938 et 1939 (ses deux derniers), dont La Chanson de mon cœur de Frank Borzage (1930, avec John McCormack, Alice Joyce et Maureen O'Sullivan) et Le Corsaire de l'Atlantique de John Ford (1931, avec George O'Brien et Mona Maris).
Exception notable, Le Petit Lord Fauntleroy de John Cromwell (son antépénultième film, 1936, avec Freddie Bartholomew, Dolores Costello et C. Aubrey Smith) est produit par la Selznick International Pictures.

## Filmographie partielle
- 1923 : Trois Femmes pour un mari (The Eternal Three) de Marshall Neilan et Frank Urson
- 1924 : Capricciosa (Wild Oranges) de King Vidor
- 1924 : Larmes de clown (He who gets slapped) de Victor Sjöström
- 1924 : Son heure (His Hour) de King Vidor
- 1924 : Dorothy Vernon (Dorothy Vernon of Haddon Hall) de Marshall Neilan et Mary Pickford
- 1924 : Married Flirts de Robert G. Vignola
- 1924 : The Snob de Monta Bell
- 1924 : La Femme de Don Juan (Wife of the Centaur) de King Vidor
- 1924 : Amours de Reine (Three Weeks) d'Alan Crosland
- 1925 : Le Sublime Sacrifice de Stella Dallas (Stella Dallas) d'Henry King
- 1925 : La Rançon (The Great Divide) de Reginald Barker
- 1925 : L'Éventail de Lady Windermere (Lady Windermere's Fan) d'Ernst Lubitsch
- 1929 : La Vie en rose (Sunnyside Up) de David Butler
- 1929 : Speakeasy de Benjamin Stoloff
- 1929 : Happy Days de Benjamin Stoloff
- 1929 : Ils voulaient voir Paris (They Had to See Paris) de Frank Borzage
- 1929 : Thru Different Eyes de John G. Blystone
- 1929 : Behind That Curtain d'Irving Cummings
- 1929 : Words and Music de James Tinling
- 1929 : Salute de David Butler et John Ford
- 1929 : L'Affaire Manderson (Trent's Last Case) d'Howard Hawks
- 1929 : Love, Live and Laugh (en) de William K. Howard
- 1929 : A Song of Kentucky de Lewis Seiler
- 1929 : Romance of the Rio Grande d'Alfred Santell
- 1929 : Seven Faces de Berthold Viertel
- 1929 : South Sea Rose d'Allan Dwan
- 1929 : Hot for Paris de Raoul Walsh
- 1930 : Born Reckless de John Ford et Andrew Bennison
- 1930 : Le Beau Contrebandier (Women Everywhere), de Alexander Korda
- 1930 : L'Intruse (City Girl) de Friedrich Wilhelm Murnau
- 1930 : Le Tigre de l'Arizona (The Arizona Kid) d'Alfred Santell
- 1930 : Lightnin' d'Henry King
- 1930 : Le Prix d'un baiser (One Mad Kiss) de Marcel Silver et James Tinling
- 1930 : Les Renégats (Renegades) de Victor Fleming
- 1930 : Liliom de Frank Borzage
- 1930 : Le Dernier des Duane (The Last of the Duanes) d'Alfred L. Werker
- 1930 : L'Amant de minuit (Oh, for a Man !) d'Hamilton MacFadden
- 1930 : La Chanson de mon cœur (Song o' My Heart) de Frank Borzage
- 1930 : Up the River de John Ford
- 1930 : Wild Company de Leo McCarey
- 1930 : Terre commune (Common Clay) de Victor Fleming
- 1931 : Doctors' Wives de Frank Borzage
- 1931 : East Lynne de Frank Lloyd
- 1931 : Le Corsaire de l'Atlantique (Seas Beneath) de John Ford
- 1931 : Fortunes rapides (Quick Millions) de Rowland Brown
- 1931 : Young as You Feel de Frank Borzage
- 1936 : Le Petit Lord Fauntleroy (Little Lord Fauntleroy) de John Cromwell
- 1938 : Up the River d'Alfred L. Werker
- 1939 : Quick Millions de Malcolm St. Clair